# Jungledyret
Jungledyret er en film instrueret af Stefan Fjeldmark og Flemming Quist Møller, som også har skrevet manuskriptet. Filmen er baseret på figuren Jungledyret Hugo, som Møller skabte i 1988 i bogen af samme navn. Filmen er den første spillefilm produceret af det danske animationsstudie A Film.
Filmen er helt traditionelt animeret på papir med blyant og derefter har man malet tegninger og klippet karaktererne ud, så man kunne tilføje dem til såkaldte animationsceller. Baggrundene er tegnet og malet for sig og de bevægelige celler lægges oven på dem.

## Handling
Tegnefilm om Hugo, et af verdens sjældneste og mest nuttede dyr. Han bor i regnskoven, men efterstræbes af filmstjernen Izabella og hendes multimilliardær mand, Conrad. De vil gøre Hugo til stjerne i filmen Skønheden og kæledyret. Hugo flygter og havner ved et uheld i en sæk bananer, der er på vej til København. I storbyen er Hugo en ensom flygtning, som oplever mange farlige og spændende eventyr. Izabella og Conrad er hele tiden i hælene på ham, og han længes frygteligt efter junglen. Efter en dramatisk flugt gennem byens kloakker kommer han ombord på et skib, der sejler hjem igen til junglen og alle hans venner dér.

## Stemmer
- Jesper Klein - Hugo (talestemme) og Dellekaj
- Mek Pek - Hugo (sangstemme)
- Kaya Brüel - Rita
- Søs Egelind - Zik og Zak
- Jytte Abildstrøm - Izabella Scorpio
- Flemming Quist Møller - Conrad Cupmann
- Anne Marie Helger - Puddelens Sabina
- Helle Ryslinge - Ritas mor
- Thomas Winding - Fortæller

## Yderligere stemmer
- Anne Marie Ottersen
- Axel Strøbye
- Carl Quist Møller
- Christian Sievret
- Emil Tarding
- Jannie Faurschou
- Karsten Kiilerich
- Kirsten Rolffes
- Laila Miermont
- Mia Lerdam
- Pia Bovin